# عبدالحسین آذرنگ
عبدالحسین آذرنگ (زادهٔ ۱۵ آذر ۱۳۲۵) نویسنده، پژوهش‌گر، مترجم، ویراستار، مدرس و دانشنامه‌نگار کُرد اهل ایران است. آذرنگ در شورای علمی دانشنامهٔ ایران عضویت دارد و عضو مشاور چند دانشنامهٔ دیگر نیز هست.

## زندگی و فعالیت
عبدالحسین آذرنگ در روز ۱۵ آذرماه ۱۳۲۵ در محلهٔ چهارراه اجاق در شهر کرمانشاه در خانواده‌ای کُرد به دنیا آمد. خانوادهٔ او خانواده‌ای با پیشینهٔ نیمه زمین‌دار و نیمه دیوانی و از خاندان زنگنه بود که به مدت چند قرن حکومت شهر کرمانشاه و منطقهٔ جنوب کردستان ایران را در دست داشتند. پدرش غلامحسین آذرنگ کارمند دادگاه استیناف بود و چندین کتاب در زمینهٔ علم حقوق و همچنین داستان‌هایی در مطبوعات محلی کرمانشاه منتشر کرده‌بود. او نگارش اثری دربارهٔ تاریخ کرمانشاه را نیز آغاز کرده‌بود که ناتمام مانده و به چاپ نرسیده‌است.
عبدالحسین آذرنگ دورهٔ ابتدایی را در دبستان کورش و دورهٔ متوسطه را در دبیرستان کزازی در کرمانشاه به پایان برد. در دانشکده‌های ادبیات و علوم انسانی دانشگاه‌های شیراز و اصفهان، و در دانشکدهٔ علوم تربیتی دانشگاه تهران در رشته‌های اقتصاد، تاریخ، دانش‌شناسی و علم اطلاعات تحصیل کرد و دوره‌هایی را در زمینهٔ نویسندگی و نشر در خارج از کشور گذراند. از ۱۳۵۱ تا ۱۳۵۵ در مؤسسهٔ انتشارات فرانکلین، و از ۱۳۵۵ تا ۱۳۶۰ در مؤسسهٔ تحقیقات و برنامه‌ریزی علمی و آموزشی به کار اشتغال داشت و مدتی هم مدیر انتخابی مرکز مدارک علمی در همان مؤسسه بود. از ۱۳۶۰ تا ۱۳۶۳ به ترجمه و ویرایش کتاب اشتغال ورزید و از ۱۳۶۳ به جمع دانشنامه‌نگاران پیوست. او از آن سال تا این زمان (۱۴۰۰) به دانشنامه‌نگاری ادامه داده‌است. هم‌اکنون مدیر بخش مفاهیم جدید و تاریخ معاصر در دانشنامۀ ایران است، و وظایف مدیریت بخش علمی، تحقیق، تألیف، ترجمه و ویرایش مقاله‌های دانشنامه‌ای و نیز تربیت پژوهش‌گر برای نگارش مقاله‌های دانشنامه‌ای را بر عهده دارد.
آذرنگ در کنار اشتغالات و مسئولیت‌هایش، از ۱۳۷۰ تا کنون به صورت پاره‌وقت تدریس هم کرده‌است. مباحث تاریخ تمدن، چاپ و نشر، ویرایش و دانشنامه‌نگاری را به تناوب در دانشگاه آزاد، دانشگاه تهران، دانشگاه علوم پزشکی، مرکز نشر دانشگاهی، اتحادیهٔ ناشران و نیز در چند مرکز پژوهشی و دانشنامه‌ای درس داده‌است.
آذرنگ صاحب یک دختر (ماندانا آذرنگ) و دو نوهٔ دختری است. کوهنورد و شناگر است، بیش از ۵۰ سال تا این زمان (۱۴۰۰) حدود نیم قرن سابقهٔ کوهنوردی دارد و به قله‌های بسیاری صعود کرده‌است.

## دیدگاه
از آذرنگ بیش از ۷۰ کتاب تألیفی و ترجمه‌ای و چند صد مقاله منتشر شده‌است؛ جدا از مقاله‌های بسیاری که برای دانشنامه‌های مختلف نوشته و از این دسته ۶۰ مقاله در کتاب شصت چهره از میان قاجاریان و معاصران (تهران، کتاب بهار، ۱۳۹۹) انتشار یافته‌است. از میان کتاب‌های او ۱۶ کتاب دربارهٔ مباحث نظری و مسائل نشر کتاب و ویرایش است. او نشر را موثرترین شاخهٔ تولید فرهنگی می‌داند و برای آن نقش فرهنگ‌آفرین و تمدن‌ساز قائل است. ویرایش را، برخلاف برداشت‌های رایج، شاخه‌ای از ادبیات ندانسته، آن را در قلمرو علم ارتباطات جای داده و بر نقش آن از دیدگاه ارتباطی و انتقال پیام تأکید ورزیده‌است. به لحاظ کثرت و وسعت دامنهٔ نوشته‌هایش در زمینهٔ نشر و ویرایش به او «نظریه‌پرداز حوزهٔ نشر و ویرایش» لقب داده‌اند.
آذرنگ همچنین در گردآوری و تدوین چندین کتاب همکاری و بر انتشار شماری از آثار هم نظارت داشته‌است. تأکید اصلی یادداشت‌های روزانهٔ در دست تدوین او بر مسائل و رویدادهای فرهنگی است.

## جوایز و افتخارات
تا کنون چند جایزهٔ علمی، فرهنگی و چندین لوح تقدیر و سپاس به آذرنگ اعطا شده‌است، از جمله:
- به عنوان «منتقد، مترجم و کتاب‌شناس» (۱۳۷۸)
- جایزهٔ خادمان نشر(۱۳۸۲)
- جایزۀ ترویج علم ایران (۱۳۹۴)
- جایزۀ بهترین کتاب سال(۱۳۹۶)
- جایزهٔ فستیوال گلاویژ (سلیمانیه، ۱۳۹۶)
- جایزۀ پژوهش فرهنگی سال(۱۳۹۷)

## آثار
از آذرنگ تا کنون بیش از ۷۰ کتاب تألیفی و ترجمه‌ای و صدها مقاله در نشریه‌های مختلف منتشر شده‌است، از جملهٔ آثار تألیفی او:

### تألیف
- فرهنگ اصطلاحات دکومانتاسیون[پیوند مرده]
- آشنایی با چاپ و نشر
- شبکه برای انتقال دانش فنی و حرفه‌ای
- شمه‌ای از اطلاعات و ارتباطات
- شمه‌ای از کتاب، کتابخانه و نشر کتاب
- شمه‌ای از انتشار کتاب در ایران
- تاریخ تمدن
- تاریخ ترجمه در ایران
- مبانی نشر کتاب
- تاریخ و تحول نشر: از آغاز چاپ کتاب در ایران تا آستانۀ انقلاب
- نشر مطلوب: کندوکاوی در راه دست یافتن به آن
- نشر کتاب در کشاکش با مانع‌ها و چالش‌ها[پیوند مرده]
- نشر کتاب، و تمدن
- چند نوشتار و گفتار در نشر کتاب و ویرایش
- گام‌های اصلی در نشر کتاب
- بازاندیشی در مباحثی از نشر و ویرایش
- نشر و انقلابی در راه
- در قلمرو نشر، ویرایش و دانشنامه‌نگاری
- آشنایی با ویراستاری و نشر
- تاریخ شفاهی نشر ایران (اثر مشترک)
- از این سو و آن سو
- باب آشنایی با ریچارد رُرتی
- سقوط‌ها، فروپاشی‌ها
- استادان و نااستادانم
- شصت چهره از میان قاجاریان و معاصران

### ترجمه
- تکنولوژی و بحران محیط زیست بایگانی‌شده  در ۲۱ اکتبر ۲۰۲۰ توسط Wayback Machine
- چند بحث و نظر دربارۀ تکنولوژی
- راهنمای نمایه‌سازی مدارک و گسترش اصطلاحنامۀ فرهنگی
- راهنمای سازماندهی و ادارهٔ مراکز اسناد و اطلاعات
- اصطلاحنامۀ علم اطلاع‌رسانی(ترجمۀ مشترک)
- اصطلاحنامۀ فرهنگ، ارتباطات و اطلاعات(ترجمۀ مشترک)
- انتقال تکنولوژی: راهبری برای خوداتکایی علمی و فنی کشورهای خاورمیانه
- تاریخ تمدن: از کهن‌ترین روزگار تا سدۀ ما
- تاریخ تمدن و فرهنگ جهان
- تاریخچۀ جغرافیا در تمدن اسلامی(ترجمۀ مشترک)
- تاریخ علم
- تاریخ علم: انقلاب در علوم
- تاریخ و فلسفۀ علم
- تاریخ پیدایش علم جدید
- تاریخ علم و فناوری (ترجمۀ مشترک)
- تاریخ فلسفۀ غرب
- برگزیده‌ای از مقاله‌های استیس
- فلسفه و امید اجتماعی(ترجمۀ مشترک)
- تاریخ فلسفهٔ کاپلستون(ج۹، ترجمهٔ مشترک)
- پدیدهٔ جهانی شدن
- کشور شدن کشور
- ماکجاآباد
- تاریخ‌نگاری در سدۀ بیستم
- برآمدن عباسیان: ایدئولوژی مذهبی و اقتدار سیاسی(ترجمۀ مشترک)
- زندگی و زمانۀ محمدعلی فروغی